# 新伊普斯威奇 (新罕布什爾州)
新伊普斯威奇（英語：New Ipswich）是一個位於美國新罕布什爾州希爾斯波羅縣的鎮。

## 人口
根據2020年美國人口普查的數據，新伊普斯威奇的面積為85.60平方千米，當中陸地面積為84.80平方千米，而水域面積為0.80平方千米。當地共有人口5204人，而人口密度為每平方千米61人。